# Här vid stranden
Här vid stranden är en psalm vars text är skriven av Ragnwei Axellie och musiken är skriven av Britta Snickars.

## Publicerad i
- Psalmer i 2000-talet som nummer 814 under rubriken "Verklighetsuppfattning, tillvaron som Guds skapelse".[1]